# 米里哈
米里哈，生卒年不详，元朝后期江南女杂剧表演艺人，回回人。
米里哈专工“贴旦杂剧”（花旦杂剧）。与夏庭芝相识，貌虽不扬，人称其“歌喉清婉，妙入神品”。颇有名声。淮、浙驰名的女艺人喜温柔，曾得其传授。夏庭芝《青楼集·青楼小名录》卷五对其有记载。